# Ана Руцнер
Ана Руцнер (хорв. Ana Rucner; нар. 12 лютого 1983 року, Загреб, Югославія) — хорватська віолончелістка. Відома експериментами з класичною музикою, додаючи в її звучання елементи сучасної і фольк-музики.

## Біографія
Ана Руцнер народилася в музичній родині: її батько, Драґан, соліст оркестру Загребської філармонії, який грає на скрипці, а її мати, Снєжана, віолончелістка Хорватського національного театру. Ана має скрипаля-брата Маріо. 1998 року її батьки заснували музичний проєкт під назвою Rucner Strings Quarter, до якого увійшли усі члени сім'ї Руцнер.
Її музичний смак сформувався завдяки її батькам. У 7 років вона почала вчитися у музичній школі імені Е. Вашича.
Вищу освіту Руцнер отримала у Музичній Академії при Університеті Загребу. Після її закінчення вона стала професоркою ігри на віолончелі. Бере участь у багатьох музичних фестивалях і конкурсах, щоб отримати досвід виступу на сцені.
Ана Руцнер одружена з на 30 років старшим хорватським співаком Владимиром «Владо» Калембером, який представляв Югославію на Євробаченні 1984. Вони мають дитину.

## Кар'єра
У 1993—2003 роках Ана Руцнер працювала віолончелісткою у Мариборському філармонічному оркестрі (Словенія).
Ще у шкільні роки вона та її подруга, Адріяна Сосер, заснували музичний дует. Вони давали концерти по всьому Середземноморському узбережжі. 2008 року Руцнер, завдяки її оригінальній манері гри на віолончелі, стала «вільною артисткою» Хорватії.

### Євробачення 2016
25 листопада 2015 року боснійська телекомпанія, відповідальна за участь країни на Євробаченні, оголосила, що Боснію і Герцеговину на Пісенному конкурсі Євробачення 2016 представлятимуть боснійські співаки Далал Мідхат-Талакич, Дін, хіп-хоп виконавець Яла, а також хорватська віолончелістка Ана Руцнер. Їхня конкурсна пісня, «Ljubav je», була представлена 19 лютого 2016 року.